# Антелоп (Каліфорнія)
Антелоп (англ. Antelope) — переписна місцевість (CDP) в США, в окрузі Сакраменто штату Каліфорнія. Населення — 48 733 особи (2020).

## Географія
Антелоп розташований за координатами 38°42′55″ пн. ш. 121°21′39″ зх. д. / 38.71528° пн. ш. 121.36083° зх. д. (38.715325, -121.360960).  За даними Бюро перепису населення США в 2010 році переписна місцевість мала площу 17,71 км², уся площа — суходіл.

## Демографія
Згідно з переписом 2010 року, у переписній місцевості мешкало 45 770 осіб у 14 159 домогосподарствах у складі 11 303 родин. Густота населення становила 2585 осіб/км².  Було 14847 помешкань (838/км²).
Расовий склад населення:
| - 63,8 % — білих - 13,3 % — азіатів - 8,8 % — чорних або афроамериканців - 0,9 % — вихідців з тихоокеанських островів - 0,9 % — корінних американців - 5,0 % — осіб інших рас |

До двох чи більше рас належало 7,3 %. Частка іспаномовних становила 14,5 % від усіх жителів.
За віковим діапазоном населення розподілялося таким чином: 31,1 % — особи молодші 18 років, 62,7 % — особи у віці 18—64 років, 6,2 % — особи у віці 65 років та старші. Медіана віку мешканця становила 31,4 року. На 100 осіб жіночої статі у переписній місцевості припадало 94,3 чоловіків;  на 100 жінок у віці від 18 років та старших — 91,2 чоловіків також старших 18 років.
Середній дохід на одне домашнє господарство  становив 75 923 долари США (медіана — 63 607), а середній дохід на одну сім'ю — 77 577 доларів (медіана — 68 407). Медіана доходів становила 51 423 долари для чоловіків та 43 338 доларів для жінок. За межею бідності перебувало 13,0 % осіб, у тому числі 15,0 % дітей у віці до 18 років та 15,1 % осіб у віці 65 років та старших.
Цивільне працевлаштоване населення становило 20 649 осіб. Основні галузі зайнятості: освіта, охорона здоров'я та соціальна допомога — 21,3 %, роздрібна торгівля — 12,0 %, науковці, спеціалісти, менеджери — 11,1 %.